# Luis Vitale
Luis Ricardo Vitale Cometa (Villa Maza, provincia de Buenos Aires, Argentina; 19 de julio de 1927 - Santiago de Chile; 27 de junio de 2010) fue un historiador e intelectual argentino, luego obtuvo la nacionalidad chilena. Militante de izquierda fue un activo defensor del movimiento obrero y sindical chileno y uno de los fundadores del MIR.

## Biografía
Luis Ricardo Vitale Cometa llegó a vivir a Chile en 1955, se casó con la doctora neurocirujana Neomicia Lagos en Chile, y tuvo una hija llamada Laura Eugenia Vitale Lagos. Tras fallecer en junio de 2010, sus cenizas fueron esparcidas en el sector de Pique Grande, en la ex mina de carbón de Lota, Chile.

## Vida política
Luis Vitale militó entre 1952 a 1954 en el Partido Obrero Revolucionario, de raigambre trotskista. En 1964 se integró a las filas del Movimiento de Izquierda Revolucionaria (MIR) hasta 1970; entre 1971 a 1973, cuando tuvo que huir al exilio formó parte del Partido Socialista Revolucionario. Antes de su exilio en Europa, estuvo recluido en el Campo de Concentración de Chacabuco. Ya en el exilio se incorporó a diversas secciones europeas de la IV Internacional (1974-1975); en Venezuela militó en el Topo Obrero (1980–1985); y junto a su retorno a Chile, entre el 1993 y el 1995, tomó partido por un nuevo movimiento revolucionario.
Más tarde, en 1965, Vitale participó en la fundación del MIR, partido del cual fue expulsado junto al resto de sus miembros trotskistas en 1969.
Tras el golpe militar de 1973, Vitale fue detenido y torturado, y pasó por diversos campos de concentración. En 1974 se asiló en Alemania.

## Obra académica
Luis Vitale fue profesor titular en la Universidad de Chile, profesor de la Universidad de Concepción, de la Universidad Técnica del Estado, entre 1967 y 1973; Profesor en la Universidad Goethe de Fráncfurt entre 1974 y 1975; de la Universidad Central de Venezuela entre 1978 y 1985; Universidad Nacional de Bogotá en 1986; Universidad Río Cuarto, Córdoba, entre 1987 y 1989; Profesor Doctor Emérito de la Universidad de Groningen; profesor de la Universidad ARCIS en la década de los 90. Además fue profesor invitado en varias latinoamericanas.
Obtuvo el Premio Bicentenario del Libertador Simón Bolívar y el Premio Ensayo de la Sociedad de Escritores de Chile (SECH) en 2000.

## Libros
Es autor de más de sesenta títulos, en 1962, Luis Vitale publicó su primera obra titulada "Historia del Movimiento Obrero". Su principal aporte a la historiografía chilena fue su obra "Interpretación Marxista de la Historia de Chile", luego colaboró con Julia Antivilo en el libro "Bélen de Sárraga" (Editorial Cesoc). Entre sus libros destaca su "Historia Social Comparada de los Pueblos de América Latina", publicada por la Universidad de Venezuela en cinco tomos.
Entre sus obras destacan:
- Contribución a la Historia del Anarquismo en América Latina, Coautor, con Oscar Ortiz, Ediciones Espíritu Libertario, Santiago, 2002.
- De Bolívar al Che. La larga marcha por la Unidad y la Identidad Latinoamericana, Ediciones Nuestra América, Buenos Aires, 2002.
- Contribución al Bicentenario de la Revolución por la Independencia de Venezuela, Instituto de Investigación de Movimientos Sociales Pedro Vuskovic, Santiago, 2002.
- Balance de dos décadas de Neo-liberalismo, Departamento de Ciencias Históricas, Universidad de Chile, Santiago, 2001.
- Interpretación Marxista de la Historia de Chile. 8 Tomos, Varias editoriales, Santiago, (1967 a 2000).
- Historia Social Comparada de los Pueblos de América Latina, Ediciones ATELI, Punta Arenas, 1998.
- De Martí a Chiapas, balance de un siglo, Ediciones Síntesis, CELA, Santiago, 1995.
- Introducción a una Teoría de la Historia para América Latina, Editorial Planeta, Buenos Aires, 1992.
- La Mitad Invisible de la Historia. El Protagonismo Social de la Mujer Latinoamericana. Editorial Sudamericana-Planeta, Buenos Aires, 1988.
- Historia General de América Latina, 9 Tomos. Ediciones Universidad Central de Venezuela, Caracas, 1984.